# Sistema Métrico Legal Argentino
El Sistema Métrico Legal Argentino (también llamado SIMELA) es el sistema de unidades de medida vigente en Argentina, de uso obligatorio y exclusivo en todos los actos públicos o privados. 
Está constituido por las unidades, múltiplos y submúltiplos, prefijos y símbolos del Sistema Internacional de Unidades (SI) y las unidades ajenas al SI que se incorporan para satisfacer requisitos de empleo en determinados campos de aplicación. Fue establecido por la ley 19.511 de 1994.

## Unidades de base
El SIMELA adopta las siete unidades de base del SI, que por convención se consideran dimensionalmente independientes:
| Magnitud                          | Símbolo de la magnitud | Unidad    | Símbolo de la unidad |
| --------------------------------- | ---------------------- | --------- | -------------------- |
| Longitud                          | l                      | metro     | m                    |
| Masa                              | m                      | kilogramo | kg                   |
| Tiempo                            | t                      | segundo   | s                    |
| Intensidad de corriente eléctrica | I                      | ampere    | A                    |
| Temperatura                       | T, θ                   | celsius   | °C                   |
| Intensidad luminosa               | Iv                     | candela   | cd                   |
| Cantidad de sustancia             | n                      | mol       | mol                  |

Además de la temperatura termodinámica T que se expresa en kelvin, se usa también la temperatura Celsius t definida por la ecuación:
{\displaystyle {\frac {t}{{}^{\circ }{\mbox{C}}}}={\frac {T}{\mbox{K}}}-273,15}
Para expresar la temperatura Celsius se utiliza la unidad grado Celsius, que es igual a la unidad kelvin; grado Celsius es un nombre especial que se usa en este caso en lugar de kelvin. Un intervalo o una diferencia de temperatura Celsius pueden expresarse tanto en grados Celsius como en kelvin.

## Unidades derivadas
Las unidades derivadas son las que resultan de productos, cocientes, o productos de potencias de las unidades SI de base, y tienen como único factor numérico el 1, formando un sistema coherente de unidades. Algunas unidades derivadas tienen nombres especiales y símbolos particulares.
| Magnitud                                                                               | Unidad                            | Símbolo de la unidad | Notas           |
| -------------------------------------------------------------------------------------- | --------------------------------- | -------------------- | --------------- |
| Área                                                                                   | metro cuadrado                    | m²                   |                 |
| Volumen                                                                                | metro cúbico                      | m³                   |                 |
| Frecuencia                                                                             | hercio                            | Hz                   | 1 Hz=1/s        |
| Densidad                                                                               | kilogramo por metro cúbico        | kg/m³                |                 |
| Velocidad                                                                              | metro por segundo                 | m/s                  |                 |
| Velocidad angular                                                                      | radián por segundo                | rad/s                |                 |
| Aceleración                                                                            | metro por segundo al cuadrado     | m/s2                 |                 |
| Aceleración angular                                                                    | radián por segundo al cuadrado    | rad/s2               |                 |
| Fuerza                                                                                 | newton                            | N                    | 1 N=1 kg m/s2   |
| Presión, tensión mecánica                                                              | pascal                            | Pa                   | 1 Pa=1 N/m²     |
| Viscosidad cinemática                                                                  | metro cuadrado por segundo        | m²/s                 |                 |
| Viscosidad dinámica                                                                    | Newton segundo por metro cuadrado | N s/m²               |                 |
| Trabajo, energía o cantidad de calor                                                   | joule                             | J                    | 1 J=1 N m       |
| Potencia                                                                               | vatio                             | W                    | 1 W=1 J/s       |
| Carga eléctrica, cantidad de electricidad                                              | coulomb                           | C                    | 1 C=1 A s       |
| Potencial eléctrico, tensión eléctrica, diferencia de potencial o fuerza Electromotriz | voltio                            | V                    | 1 V=1 W/A       |
| Intensidad de campo eléctrico                                                          | voltio por metro                  | V/m                  |                 |
| Resistencia eléctrica                                                                  | ohm                               | Ω                    | 1 Ω=1 V/A       |
| Conductancia eléctrica                                                                 | siemens                           | S                    | 1 S=1 Ω-1=1 A/V |
| Capacidad eléctrica                                                                    | faradio                           | F                    | 1 F=1 A s/V     |
| Flujo de inducción magnética                                                           | weber                             | Wb                   | 1 Wb=1 V s      |
| Inductancia                                                                            | henrio                            | H                    | 1 H=1 V s/A     |
| Inducción magnética                                                                    | tesla                             | T                    | 1 T=1 Wb/m²     |
| Intensidad de campo magnético                                                          | amperio por metro                 | A/m                  |                 |
| Fuerza magnetomotriz                                                                   | amperio                           | A                    |                 |
| Flujo luminoso                                                                         | lumen                             | lm                   | 1 lm=1 cd sr    |
| Luminancia                                                                             | candela por metro cuadrado        | cd/m²                |                 |
| Iluminancia                                                                            | lux                               | lx                   | 1 lx=1 lm/m²    |
| Número de onda                                                                         | uno por metro                     |                      |                 |
| Entropía                                                                               | joule por kelvin                  | J/K                  |                 |
| Calor específico                                                                       | joule por kilogramo kelvin        | J/kg K               |                 |
| Conductividad térmica                                                                  | vatio por metro kelvin            | W/m K                |                 |
| Intensidad energética                                                                  | vatio por estereorradián          | W/sr                 |                 |
| Actividad de una fuente radiactiva                                                     | becquerel                         | Bq                   | 1 Bq=1/s        |
| Dosis absorbida, energía impartida másica, kerma, índice de dosis absorbida            | gray                              | Gy                   | 1 Gy=1 J/kg     |
| Dosis equivalente                                                                      | sievert                           | Sv                   | 1 Sv=1 J/kg     |

## Unidades suplementarias
Las unidades suplementarias del SIMELA (radián y estereorradián) son unidades derivadas sin dimensión, que se utilizan para formar otras unidades derivadas.
La 20.ª. Conferencia General de Pesos y Medidas de 1995 resolvió suprimir la categoría "unidades suplementarias" del SI, pasando a ser unidades derivadas; este cambio aún no está reflejado en el SIMELA.
| Magnitud      | Unidad         | Símbolo de la unidad | Notas        |
| ------------- | -------------- | -------------------- | ------------ |
| Ángulo plano  | radián         | rad                  | 1 rad=1 m/m  |
| Ángulo sólido | estereorradián | sr                   | 1 sr=1 m²/m² |

## Unidades del SIMELA que no se encuentran en el SI
Estas unidades, que provienen de distintos sistemas, constituyen un conjunto heterogéneo que
por ser no coherente hace necesario el uso de factores de conversión distintos de 1 para
relacionarlas entre sí. No deben ser empleadas fuera del campo de aplicación para el cual han sido indicadas.
| Campo de aplicación    | Magnitud                                 | Unidad                                     | Símbolo de la unidad | Valor en unidades SI                          |
| ---------------------- | ---------------------------------------- | ------------------------------------------ | -------------------- | --------------------------------------------- |
| Agrimensura            | área                                     | centiárea                                  | ca                   | 1 m²                                          |
| Agrimensura            | área                                     | área                                       | a                    | 10² m²                                        |
| Agrimensura            | área                                     | hectárea                                   | ha                   | 104 m²                                        |
| Astronomía             | longitud                                 | unidad astronómica                         | UA                   | 1,4959787 × 1011 m                            |
| Astronomía             | longitud                                 | parsec (*)                                 | pc (**)              | 3,0857 × 1016 m                               |
| Electrotecnia          | potencia aparente                        | voltampere (*)                             | VA                   | W                                             |
| Electrotecnia          | potencia reactiva                        | var (*)                                    | var                  | W                                             |
| Electrotecnia          | carga eléctrica                          | ampere hora (*)                            | Ah                   | 3,6 × 10³ C                                   |
| Física atómica         | energía                                  | electrón volt (*)                          | eV (**)              | 1,60217733 × 10-19 J                          |
| Física atómica         | masa                                     | masa atómica unificada                     | u (**)               | 1,66055402 × 1027 kg                          |
| Química                | concentración de materia (de sustancias) | mol por litro                              | mol/l                | 1 kmol/m³                                     |
| Geometría              | ángulo plano                             | grado sexagesimal                          | °                    | (π/180) rad ≈ 1,74533 × 10-2 rad              |
| Geometría              | ángulo plano                             | minuto sexagesimal                         | ′                    | (1/60)° = (π/10800) rad ≈ 2,90888 × 10-4 rad  |
| Geometría              | ángulo plano                             | segundo sexagesimal                        | ″                    | (1/60)′ = (π/648000) rad ≈ 4,84814 × 10-6 rad |
| Gravimetría (Geodesia) | aceleración                              | gal (*)                                    | Gal                  | 10-2 m/s2 = 1 cm/s2                           |
| Industria y Comercio   | energía                                  | vatio hora (*)                             | Wh                   | 3,6 × 103 J                                   |
| Industria y Comercio   | masa                                     | tonelada (*)                               | t                    | 103 kg = 1 Mg                                 |
| Industria y Comercio   | presión                                  | bar (*)                                    | bar                  | 105 Pa                                        |
| Industria y Comercio   | volumen                                  | litro (*)                                  | l, ℓ, L              | 10-3 m³ = 1 dm³                               |
| Mecánica               | velocidad                                | kilómetro por hora                         | km/h                 | (1/3,6) m/s ≈ 0,277778 m/s                    |
| Mecánica               | velocidad angular                        | radián por minuto                          | rad/min              | (1/60) rad/s ≈ 0,016667 rad/s                 |
| Mecánica               | frecuencia de rotación                   | revolución por segundo                     | rev / s              | s-1                                           |
| Mecánica               | frecuencia de rotación                   | revolución por minuto                      | rev / min            | (1/60) s-1                                    |
| Medicina               | presión sanguínea                        | milímetro de altura de columna de mercurio | mmHg                 | 1 mmHg ≈ 133,322 Pa                           |
| Tiempo                 | tiempo                                   | día                                        | d                    | 86400 s                                       |
| Tiempo                 | tiempo                                   | hora                                       | h                    | 3,6 × 103 s                                   |
| Tiempo                 | tiempo                                   | minuto                                     | min                  | 60 s                                          |
| Meteorología           | presión                                  | milibar                                    | mbar                 | 102 Pa                                        |
| Navegación             | longitud                                 | milla marina                               |                      | 1852 m                                        |
| Navegación             | velocidad                                | nudo                                       |                      | (1852 / 3600) m/s ≈ 0,51477 m/s               |
| Radiaciones ionizantes | actividad                                | curie (*)                                  | Ci                   | 37 GBq                                        |
| Radiaciones ionizantes | dosis absorbida                          | rad (*)                                    | rad                  | 10-2 Gy                                       |
| Radiaciones ionizantes | dosis equivalente                        | rem (*)                                    | rem                  | 10-2 Sv                                       |
| Radiaciones ionizantes | exposición a rayos X y γ                 | roentgen (*)                               | R                    | 258 x 10-8 C/kg                               |

(*) Esta unidad admite el uso de prefijos SI.
(**) Los valores de esta unidad, expresados en unidades SI, se han obtenido experimentalmente.

## Historia
En Argentina el sistema métrico legal argentino fue adoptado en 1863, mediante la ley 52 promulgada durante la presidencia de Bartolomé Mitre, el organismo responsable de la aplicación de la ley fue la Oficina Nacional de Pesas y Medidas. Durante bastante tiempo sus servicios satisficieron los requerimientos del intercambio comercial con el exterior, especialmente en lo referente a materias primas (carnes, cereales). El advenimiento de la industria manufacturera y la consecuente fabricación de innumerable diversidad de productos, modificó esta situación.
En 1957 se creó el Instituto Nacional de Tecnología Industrial (INTI). La falta de una base de referencia metrológica era una de las dificultades más insistentemente señaladas por los dirigentes empresarios, por lo que el INTI decidió poner en marcha un proyecto de metrología.
En marzo de 1972, sobre la base de un proyecto elaborado entre el INTI y la entonces Secretaría de Estado de Comercio, fue promulgada la ley 19511 que creó el Sistema Métrico Legal Argentino. El SIMELA está basado en el Sistema Internacional de Unidades recomendado por la Conferencia General de Pesas y Medidas, y ciertas unidades de otros sistemas de cuyo uso no puede prescindirse, según consenso general.
El decreto reglamentario 1157/72, en su artículo cuarto, dispuso que la actividad metrológica científica e industrial estatal se efectuará a través del INTI, al cual además de 
sus funciones propias se le asignaban, entre otras, las siguientes:
- Proponer la actualización de las unidades del SIMELA.
- Custodiar y mantener los patrones nacionales y sus testigos.
- Organizar cursos de especialización en metrología.
- Realizar y promover investigaciones científicas y técnicas referentes a cuestiones metrológicas.
- Desarrollar centros de calibración de instrumentos utilizados con fines científicos, industriales o técnicos.